# Hydrillodes carayoni
Hydrillodes carayoni är en fjärilsart som beskrevs av Pierre E.L. Viette 1981. Hydrillodes carayoni ingår i släktet Hydrillodes och familjen nattflyn. Inga underarter finns listade i Catalogue of Life.